# Liste der Abgeordneten zum Südtiroler Landtag (IX. Legislaturperiode)
Die Liste der Abgeordneten zum IX. Südtiroler Landtag listet alle bei der Landtagswahl 1983 gewählten Abgeordneten und etwaige Nachrücker auf.

## Abgeordnete
| Mitglied des Landtages     | Partei oder Wahlbündnis                       |
| -------------------------- | --------------------------------------------- |
| Erich Achmüller            | Südtiroler Volkspartei                        |
| Andreina Ardizzone Emeri 1 | Alternative Liste für das andere Südtirol     |
| Aldo Balzarini             | Democrazia Cristiana                          |
| Grazia Barbiero De Chirico | Partito Comunista Italiano                    |
| Alfons Benedikter          | Südtiroler Volkspartei                        |
| Maria Bertolini 2          | Südtiroler Volkspartei                        |
| Rolando Boesso             | Partito Repubblicano Italiano                 |
| Giancarlo Bolognini        | Democrazia Cristiana                          |
| Gaetano D’Ambrosio         | Partito Comunista Italiano                    |
| Luis Durnwalder            | Südtiroler Volkspartei                        |
| Remo Ferretti              | Democrazia Cristiana                          |
| Rosa Franzelin-Werth       | Südtiroler Volkspartei                        |
| Hubert Frasnelli           | Südtiroler Volkspartei                        |
| Waltraud Gebert-Deeg 3     | Südtiroler Volkspartei                        |
| Bruno Hosp                 | Südtiroler Volkspartei                        |
| Robert Kaserer             | Südtiroler Volkspartei                        |
| Toni Kiem 4                | Südtiroler Volkspartei                        |
| Eva Klotz                  | Wahlverband des Heimatbundes                  |
| Mathias Ladurner-Parthanes | Südtiroler Volkspartei                        |
| Alexander Langer           | Alternative Liste für das andere Südtirol     |
| Silvius Magnago            | Südtiroler Volkspartei                        |
| Sepp Mayr                  | Südtiroler Volkspartei                        |
| Gerold Meraner             | Partei der Unabhängigen                       |
| Siegfried Messner          | Südtiroler Volkspartei                        |
| Pietro Mitolo              | Movimento Sociale Italiano - Destra Nazionale |
| Luigi Montali              | Movimento Sociale Italiano - Destra Nazionale |
| Karl Oberhauser            | Südtiroler Volkspartei                        |
| Franz Pahl                 | Südtiroler Volkspartei                        |
| Oskar Peterlini            | Südtiroler Volkspartei                        |
| Hans Rubner 5              | Südtiroler Volkspartei                        |
| Otto Saurer                | Südtiroler Volkspartei                        |
| Giuseppe Sfondrini         | Partito Socialista Italiano                   |
| Franz Spögler              | Südtiroler Volkspartei                        |
| Arnold Tribus 6            | Alternative Liste für das andere Südtirol     |
| Hugo Valentin              | Südtiroler Volkspartei                        |
| Alexander von Egen         | Südtiroler Volkspartei                        |
| Anton Zelger               | Südtiroler Volkspartei                        |
| Luis Zingerle              | Südtiroler Volkspartei                        |